# Аффольтерн-ам-Альбіс
Аффольтерн-ам-Альбіс (нім. Affoltern am Albis) — місто у Швейцарії в кантоні Цюрих, адміністративний центр округу Аффольтерн.

## Географія
Місто розташоване на відстані близько 85 км на північний схід від Берна, 14 км на південний захід від Цюриха.
Аффольтерн-ам-Альбіс має площу 10,6 км², з яких на 30,7% дозволяється будівництво (житлове та будівництво доріг), 40,2% використовуються в сільськогосподарських цілях, 28,2% зайнято лісами, 0,9% не є продуктивними (річки, льодовики або гори).

## Демографія
2019 року в місті мешкало 12 303 особи (+10,9% порівняно з 2010 роком), іноземців було 28,7%. Густота населення становила 1162 осіб/км².
За віковим діапазоном населення розподілялося таким чином: 20,2% — особи молодші 20 років, 61,7% — особи у віці 20—64 років, 18,2% — особи у віці 65 років та старші. Було 5412 помешкань (у середньому 2,2 особи в помешканні).
Із загальної кількості 6920 працюючих 47 було зайнятих в первинному секторі, 1307 — в обробній промисловості, 5566 — в галузі послуг.